# Seria MP 89 RATP
MP 89 (fr. Metro Pneu appel d'offres 1989, metro ogumione, przetarg z 1989 r.) – model ogumionego elektrycznego zespołu trakcyjnego eksploatowanego przez RATP w metrze paryskim. W eksploatacji od 1997 r. na 1 w wersji z maszynistą i od 1998 r. na linii 14 w wersji całkowicie zautomatyzowanej. Aktualnie używany na liniach 4 i 14. W sumie powstały 52 składy typu CC i 21 typu CA, każdy liczący 6 wagonów, czyli w sumie 438 wagonów.
Pociągi typu MP 89 wprowadziły w paryskim metrze kilka nowości, w szczególności możliwość swobodnego przechodzenia między wagonami (składy jednoprzestrzenne) i automatycznie otwierane drzwi.
Istnieją dwa typy MP 89:
- MP 89 CC (fr. Conduite Conducteur, sterowanie przez maszynistę) o sterowaniu ręcznym, eksploatowany początkowo na linii 1, a później na linii 4.
- MP 89 CA (fr. Conduite Automatique, sterowanie automatyczne) o sterowaniu całkowicie zautomatyzowanym, eksploatowany na linii 14. Ta wersja nie posiada kabiny maszynisty, co pozwala pasażerom obserwować tor przez dużą szybę na obu końcach składu. Pociągi są mimo to wyposażone w awaryjny pulpit sterowniczy schowany pod osłoną.

## Parametry techniczne
- Liczba: 52 składy CC, 21 składów CA
- Konfiguracja M + R + R + R + R + M
- Długość: 90,28 m
- Maksymalna szerokość: 2,448 m
- Masa: 144,2 t (CC), 135 t (CA)
- Moc: 2000 kW[2]
- Materiał użyty w pudle: stop aluminium
- Wózki: ogumione z kołami awaryjnymi i bocznymi kołami prowadzącymi
- Maksymalna prędkość: 80 km/h
- Dozwolona prędkość 70 km/h
- Drzwi: po 3 pary drzwi przesuwnych z każdej strony, otwieranie automatyczne, otwarcie szerokie na 1,65 m
- Miejsca siedzące: 132 (CC), 144 (CA)
- Pojemność (przy zapełnieniu "komfortowym", tj. 4 os./m²): 720 (CC), 722 (CA)